# Harmon Killebrew
Harmon Clayton Killebrew (/ˈkɪlɪbruː/; 29 de junho de 1936, Payette, Idaho – 17 de maio de 2011, Scottsdale, Arizona), apelidado de "The Killer" e "Hammerin' Harmon" foi um jogador profissional de beisebol que atuou como primeira base, terceira base e campista esquerdo. Jogou 22 anos na Major League Baseball (MLB), principalmente com o Washington Senators/Minnesota Twins. Killebrew foi um prolífico e poderoso rebatedor que, na época de sua aposentadoria, estava atrás apenas de Babe Ruth em home runs na  Liga Americana (AL) e era o líder da AL em home runs por um jogador destro  (foi quebrado por Alex Rodriguez). Entrou para o  Hall of Fame em 1984.
Killebrew que tinha 1,80 de altura e pesava 97 quilos, tinha uma rebatida com tremenda força. Se tornou um dos mais temidos rebatedores da Liga Americana nos anos 1960, rebatendo 40 home runs em temporada única por oito vezes. Em 1965, jogou na World Series com o Twins, que perdeu para o Los Angeles Dodgers. Sua melhor temporada foi em 1969, quando rebateu 49 home runs, conseguiu 140  corridas impulsionadas (RBIs) e venceu o prêmio de MVP. Killebrew liderou a liga em home runs em seis ocasiões e três vezes em RBIs, além de ter sido convocado onze vezes para o All-Star.
Com mãos rápidas e excepcional força no tronco, Killebrew era conhecido não apenas pela frequência de seus home runs mas também pela distância das rebatidas. Rebateu o mais longo home run calculado no estádio do Minnesota, o Metropolitan Stadium, com 520 pé (160 m), e no estádio do  Baltimore Memorial Stadium, com 471 pé (140 m), e foi o primeiro de apenas quatro rebatedores a rebater uma bola para o campo esquerdo acima do teto do estádio do Detroit, o Tiger Stadium. Apesar de seus apelidos e de seu poderoso estilo de jogo, Killebrew era considerado por seus companheiros de time como sendo um homem quieto e gentil. Perguntado uma vez sobre quais hobbies ele tinha, Killebrew respondeu, "Apenas lavar a louça, eu acho."
Após se aposentar no beisebol, Killebrew se tornou comentarista esportivo na TV de diversos times de beisebol de 1976 até 1988, além de atuar como instrutor de rebatidas no Oakland Athletics. Se divorciou e casou novamente durante este tempo, se mudando para o Arizona em 1990 presidindo sua fundação, a Harmon Killebrew Foundation. Killebrew foi disgnosticado com câncer esofágico em dezembro de 2010, e morreu cinco meses depois.